# Last Ride – Manche Fesseln können gelöst werden
Last Ride – Manche Fesseln können gelöst werden (Originaltitel: Last Ride) ist ein australisches Filmdrama und das Spielfilm-Debüt von Regisseur Glendyn Ivin. Der Film basiert auf dem Roman The Last Ride von Denise Young, die Hauptrollen besetzten Hugo Weaving und der australische Nachwuchsschauspieler Tom Russell.

## Handlung
Der junge Chook erreicht mit seinem Vater Kev eine Tankstelle, wo sich Kev Haare und Bart stutzt, bevor sie ihre Fahrt fortsetzen, bis Kev ihr Auto auf einem verlassenen Grundstück abstellt und die Kennzeichnen abmontiert. Nach einer Nacht unter freiem Himmel, suchen sie Kevs Ex-Freundin Maryanne auf. Kev kann sie überzeugen, ihnen ein Frühstück zu erlauben. Anschließend stellt Maryanne Kev zur Rede, da sie fürchtet, dass Kev wieder einmal in Schwierigkeiten steckt, doch Kev wiegelt ab und versucht sich ihr anzunähern, sodass sie miteinander schlafen – unter der Prämisse, dass Kev anschließend verschwindet. Als Chook badet, wird er von Maryanne aufgesucht, die auf seinen Wunsch hin erzählt, wie sie Kev kennenlernte. Als Maryanne den Jungen nach der Telefonnummer von Max, mit dem sie, Kev und Chook zusammengelebt hatten, fragt, entgegnet dieser, ob sie ihn anrufen könne, um sich zu erkundigen, ob es ihm gut gehe. Er hatte bereits kurz zuvor versucht, ihn anzurufen, war dabei aber von Kev unterbrochen worden. Wenig später reist Kev mit Chook weiter und bittet Maryanne, niemandem von ihrem Besuch zu erzählen.
Schließlich brechen sie in ein kleines, verlassen scheinendes Museum ein. Im Gespräch mit seinem Vater fragt Chook nach Max und danach, weshalb Kev ihn geschlagen habe, doch dieser beruhigt ihn, dass es Max gut gehe. Dann lässt er Chook zurück, um in der nahe gelegenen Ortschaft einzukaufen, wobei er im Fernsehen die Meldung über einen Mord sieht, doch beim Verlassen einer Bar in einer Schlägerei niedergeschlagen wird. Am nächsten Morgen wird Chook von einer Frau entdeckt, die das Museum besucht. Als Chook erfährt, dass sie Ärztin ist, bittet er sie, zu jemandem zu fliegen, um ihm zu helfen – Max –, doch Kevs Eintreffen beendet das Gespräch. Er fesselt die Frau und fährt mit Chook in deren Auto fort. Ihre Fahrt führt sie in einen Nationalpark, wo Kev im Wald ein Lager errichtet. Dort erinnert sich Chook erneut an Max, woraufhin er ein Handy aus dem Auto holt, aber wegen des fehlenden Netzes keinen Anruf tätigen kann. Kurz darauf werden sie von einem Ranger aufgespürt, den Kev überredet, ihnen eine weitere Nacht im Nationalpark zu gestatten. In der Nacht findet Chook Schminkutensilien im Auto und schminkt sich, doch als Kev dies am nächsten Morgen entdeckt, schlägt er ihn mehrfach mit seinem Gürtel, bevor er ihn losschickt, um sich zu säubern. Am Tümpel wird Chook kurz darauf von Kev aufgesucht, der nunmehr wieder freundlich ist und ihm im Wasser beibringt, sich auf dem Rücken liegend treiben zu lassen; ein erster Anfang, um Chook das Schwimmen zu lehren. Als sie zurückkommen, ist ihr Wagen von der Polizei entdeckt worden, weshalb Kev auf dem nahe gelegenen Campingplatz ein neues Auto klaut und mit Chook fortfährt.
Nach einigen Schwierigkeiten ihrer Überlandfahrt erreichen sie einen Salzsee, bei dessen Durchquerung Chook an ihre letzte Nacht bei Max zurückdenkt, als sich dieser zu Chook ins Bett legte und daraufhin von Kev zusammengeschlagen wurde. Als er seinen Vater darauf anspricht, erklärt dieser ihm, dass Max tot sei, woraufhin Chook in einem Wutausbruch auf Kev einschlägt, der ihn daraufhin aussetzt und alleine weiterfährt. Als Kev zurückkommt, weigert sich Chook, zu ihm in den Wagen zu steigen und setzt den Weg bis ans Ufer zu Fuß fort. Dort bringt Kev ein Gewehr und Lebensmittel in seinen Besitz, bevor sie nach weiterer Fahrt in der Nähe eines Sees lagern, wo Chook seine Sorge über ihre Lage äußert. Der Junge begibt sich wenig später außerhalb des Lagers und sendet per Handy ein Foto seines Standortes an die Polizei. Kev beginnt sich Sorgen über den Verbleib des Jungen zu machen, doch als er nach ihm sucht, stürzt er und verletzt sich. Da sein Vater sich nicht mehr fortbewegen kann, schießt Chook mit dem Gewehr auf die Reifen ihres Wagens, bevor er sich erneut in der Nähe ihres Lagers versteckt. Am nächsten Morgen nähern sich Polizeiwagen ihrem Aufenthaltsort, woraufhin Chook zu seinem Vater geht, der ihm aufträgt, bei der Polizei nach Maryanne zu verlangen. Als er erfährt, dass Chook die Polizei hergeführt hat, erklärt er ihm, dass er richtig gehandelt habe, bevor er ihn fortschickt. Chook lässt im Gehen das Gewehr bei Kev, der sich damit das Leben nimmt. Chook sieht seinen toten Vater und rennt daraufhin zum nahen See, wo er sich ins Wasser stürzt und unterzugehen droht, bis er sich auf dem Rücken treibend an der Oberfläche halten kann.

## Produktion
Die Produktion von Last Ride begann am 16. Juni 2008, gefilmt wurde von 21. Juli 2008 bis zum 30. August desselben Jahres. Gedreht wurde der Film vollständig in Australien, wobei hauptsächlich in South Australia gedreht wurde. So zählten die Flinders Ranges und die Ortschaften Port Wakefield, Port Gawler, Port Augusta, Quorn, Leigh Creek und Pimba zu den Drehorten, weiterhin wurden an der Felsformation Wilpena Pound Aufnahmen gemacht. Für die Dreharbeiten der Seeszenen wurde der Lake Gairdner genutzt, der als drittgrößter Salzsee Australien gilt. Unterstützt wurde die Produktion des Films von der South Australian Film Corporation, der staatlichen Fördergesellschaft Film Victoria, Screen Australia sowie dem Adelaide Film Festival. Den Vertrieb übernahmen Madman Entertainment für Australien, Music Box Films in den USA, Dtp entertainment in Deutschland.
Die Uraufführung des Films fand am 7. Juni 2009 auf dem Sydney Film Festival statt, bevor Last Ride am 2. Juli 2009 mit begrenzter Freigabe in den australischen Kinos anlief. Außerhalb Australiens kam der Film nicht in die Kinos, wurde jedoch auf verschiedenen Filmfestivals, darunter das Toronto, Pusan und Palm Springs International Film Festival, gezeigt. Am 19. Februar 2011 erfolgte die TV-Premiere des Films im ungarischen Fernsehen. In Deutschland erschien der Film unter dem Titel Last Ride – Manche Fesseln können gelöst werden am 26. Mai 2011 auf DVD, am 1. September 2011 dann auch auf Blu-ray Disc.

## Rezeption

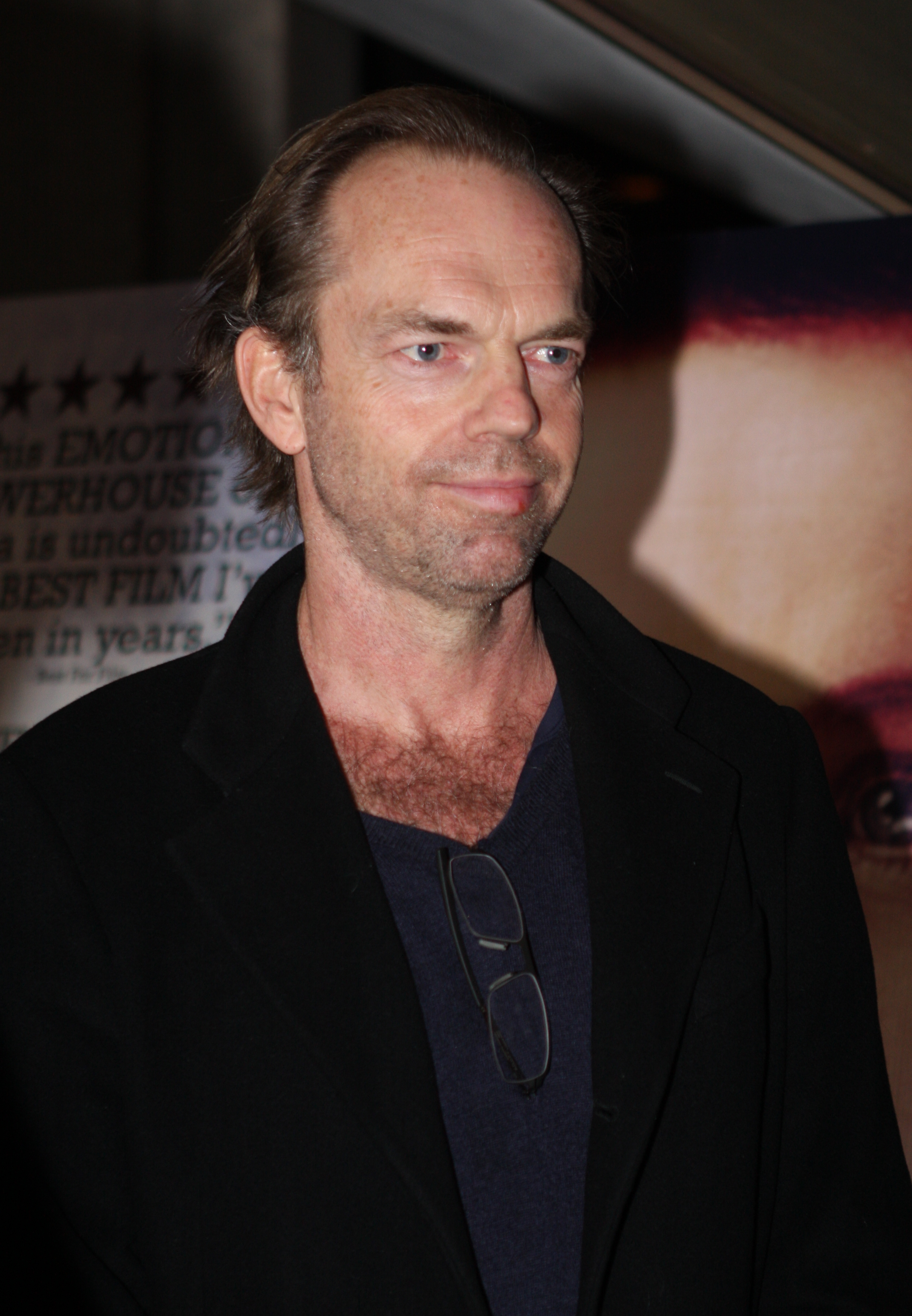
Hugo Weaving, Darsteller des Kev, wurde für zwei Preise nominiert

In der australischen Fernsehsendung At the Movies der Filmkritiker Margaret Pomeranz und David Stratton erhielt der Film 4 und 4,5 von 5 möglichen Sternen zugesprochen. Auf der Filmkritik-Seite Rotten Tomatoes erzielte der Film sehr gute Bewertungen. So erreichte Last Ride ein Fresh-Rating von 100 %, während er in der Internet Movie Database im Durchschnitt 6.5 von 10 möglichen Punkten erhielt. Nach dem Lexikon des internationalen Films handelt es sich bei Last Ride um ein „intensives, überzeugend gespieltes Familiendrama, das in meditativer Form den Annäherungsprozess zweier sehr unterschiedlicher Menschen beschreibt.“ Cinema lobt zwar die schauspielerische Leistung der Hauptdarsteller, bemängelt aber, dass „ihre einnehmenden Performances die einzige Stärke dieser in die Länge gezogenen Verfilmung des gleichnamigen Bestsellers von Denise Young“ wäre.

## Auszeichnungen
In Australien wurde der Film für mehrere Auszeichnungen nominiert. Regisseur Glendyn Ivin wurde für den ADG Award nominiert, Hugo Weaving für seine Darstellung des Kev für den AFI Award und den FCCA Award. Tom Russell wurde für den Young Artist Award 2010 und Greig Fraser für den FCCA Award in der Kategorie „Beste Kameraführung“ nominiert. Allerdings konnte der Film keine der Auszeichnungen gewinnen.
Im Ausland wurde der Film mit dem Black-Pearl-Award in der Kategorie „Best New Narrative Director“ auf dem Abu Dhabi International Film Festival ausgezeichnet und erhielt den Jury-Preis beim Rome International Film Festival.